# Maxim Can Mutaf
Maxim Can Mutaf (Istanboel, 9 januari 1991) is een Russisch-Turkse basketballer die vanaf het seizoen 2006/2007 tot heden (juni 2009) onder contract staat bij Fenerbahçe Ülker. In het eerste jaar werd hij met die club kampioen van Turkije. De point-guard is 1,92 meter lang en weegt 76 kilogram. Mutaf draagt nummer 16 bij zijn club en komt regelmatig uit voor het Turks nationaal basketbalteam onder de 21. Hij heeft een Turkse vader en een Russische moeder.
4 Roko Ukic ·
5 Erbil Eroğlu ·
6 Mirsad Türkcan ·
7 Ömer Onan ·
8 Lynn Greer ·
10 Engin Atsür ·
12 Darjuš Lavrinovič ·
13 Gašper Vidmar ·
13 Šarūnas Jasikevičius ·
14 Kaya Peker ·
16 Maxim Can Mutaf ·
21 Oğuz Savaş ·
22 Tarence Kinsey ·
55 Emir Preldžič ·
Coach: Neven Spahija